# Ruppertsgrün (Pöhl)
Ruppertsgrün ist ein Ortsteil der Gemeinde Pöhl im  sächsischen Vogtlandkreis. Die selbstständige Gemeinde Ruppertsgrün mit ihren Ortsteilen Rentzschmühle, Liebau und Christgrün wurde am 1. Januar 1994 mit den Gemeinden Jocketa, Helmsgrün, Möschwitz und Herlasgrün zur neuen Gemeinde Pöhl zusammengeschlossen.

## Geografie

### Lage
Ruppertsgrün liegt im Nordwesten der Gemeinde Pöhl im Zentrum des Naturraumes Vogtland (Mittelvogtländisches Kuppenland) im sächsischen Teil des historischen Vogtlands. Die Ortsflur, in der neben dem Hauptort Ruppertsgrün noch die Siedlungen Kleinchristgrün und ein Teil von Rentzschmühle liegen, wird im Westen von der Weißen Elster begrenzt. Diese ist in diesem Abschnitt gleichzeitig die Landesgrenze zu Thüringen.

### Nachbarorte
| Elsterberg mit Gippe         | Scholas                                     | Losa       |
| Cossengrün                   | Kompassrose, die auf Nachbargemeinden zeigt | Christgrün |
| Rentzschmühle, Liebau, Trieb | Jocketa                                     | Neudörfel  |

## Geschichte
Ruppertsgrün wurde im Jahr 1365 erstmals als „Rupersgrun“ erwähnt. Die 1441 erstmals erwähnte Rentzschmühle im Tal der Weißen Elster tritt 1464 erstmals in Verbindung mit Ruppertsgrün auf. Bereits im 13. Jahrhundert soll in Ruppertsgrün ein Herrensitz existiert haben, deren Erbauer jedoch unbekannt sind. Die ersten namentlich erwähnten Besitzer waren die Herren von Dölau. Während ihrer Herrschaft ist in Ruppertsgrün um 1412 ein Vorwerk und im Jahr 1606 ein Rittergut erwähnt. Aus der Familie von Dölau wurde Johanna Charlotte Freiin von Dölau im Jahr 1744 als letzte Besitzerin des Rittergutes Ruppertsgrün erwähnt. In diesem Jahr kam das Rittergut an Johann Ernst von Bomsdorf und 1770 an Carl Friedrich von Görschen. Um 1780 befand es sich im Besitz von Johann Carl Adam Lorenz. Im Schloss Ruppertsgrün, welches nach dem Dreißigjährigen Krieg wieder aufgebaut wurde, setzte gegen Ende des 18. Jahrhunderts der Verfall. Johann Friedrich Gottlob Schillbach war um 1810 Eigentümer von Ruppertsgrün. Über dessen Witwe kam es 1842 an Julius Zeidler. In den 1850er Jahren übernahm die von Hühnefeldsche Familienstiftung das Rittergut. Unter Herrn Zeidler und der Stiftung erfolgte die Errichtung eines neuen Herrenhauses. Als weitere Besitzer wurden im Jahr 1901 Sidonie Klinger und 1920 Walter Donner 1920 genannt.
Die Grundherrschaft über Ruppertsgrün übten bis ins 19. Jahrhundert neben dem örtlichen Rittergut anteilig die Rittergüter Pöhl (zeitweise), Kleingera (zeitweise) und Liebau aus. Anfang des 18. Jahrhunderts wurde die heutige Kirche am Standort eines älteren Vorgängerbaus errichtet. Ihr Südportal stammt aus dem Jahr 1708, der Westturm wurde 1886 errichtet.
Ruppertsgrün lag bis 1856 im kursächsischen bzw. königlich-sächsischen Amt Plauen. 1856 wurde der Ort dem Gerichtsamt Elsterberg und 1875 der Amtshauptmannschaft Plauen angegliedert. Obwohl der Abschnitt Reichenbach–Plauen der Bahnstrecke Leipzig–Hof bereits am 15. Juli 1851 eröffnet wurde, erhielt die Gemeinde Ruppertsgrün erst am 1. Oktober 1905 einen Haltepunkt. Die teilweise in Ruppertsgrüner Flur liegende Siedlung Rentzschmühle im Tal der Weißen Elster erhielt hingegen schon im Jahr 1875 eine Haltestelle an der Bahnstrecke Gera Süd–Weischlitz (Elstertalbahn), die 1905 zum Bahnhof geweiht wurde. Der letzte Besitzer des Ritterguts Ruppertsgrün vor der Enteignung im Zuge der Bodenreform war Alphons Dreher. Im Jahr 1948 wurde das Herrenhaus abgerissen.
Am 1. Juli 1950 wurde der Nachbarort Liebau eingemeindet, am 1. Januar 1974 folgte Christgrün. Durch die zweite Kreisreform in der DDR kam die Gemeinde Ruppertsgrün im Jahr 1952 zum Kreis Plauen-Land im Bezirk Chemnitz (1953 in Bezirk Karl-Marx-Stadt umbenannt), der ab 1990 als sächsischer „Landkreis Plauen“ fortgeführt wurde und 1996 im Vogtlandkreis aufging. Die Gemeinde Ruppertsgrün mit ihren Ortsteilen Rentzschmühle, Liebau und Christgrün schloss sich im Zuge der Gemeindereform im Freistaat Sachsen am 1. Januar 1994 mit den Gemeinden Helmsgrün, Herlasgrün, Jocketa und Möschwitz zur neuen Gemeinde Pöhl zusammen.

## Verkehr

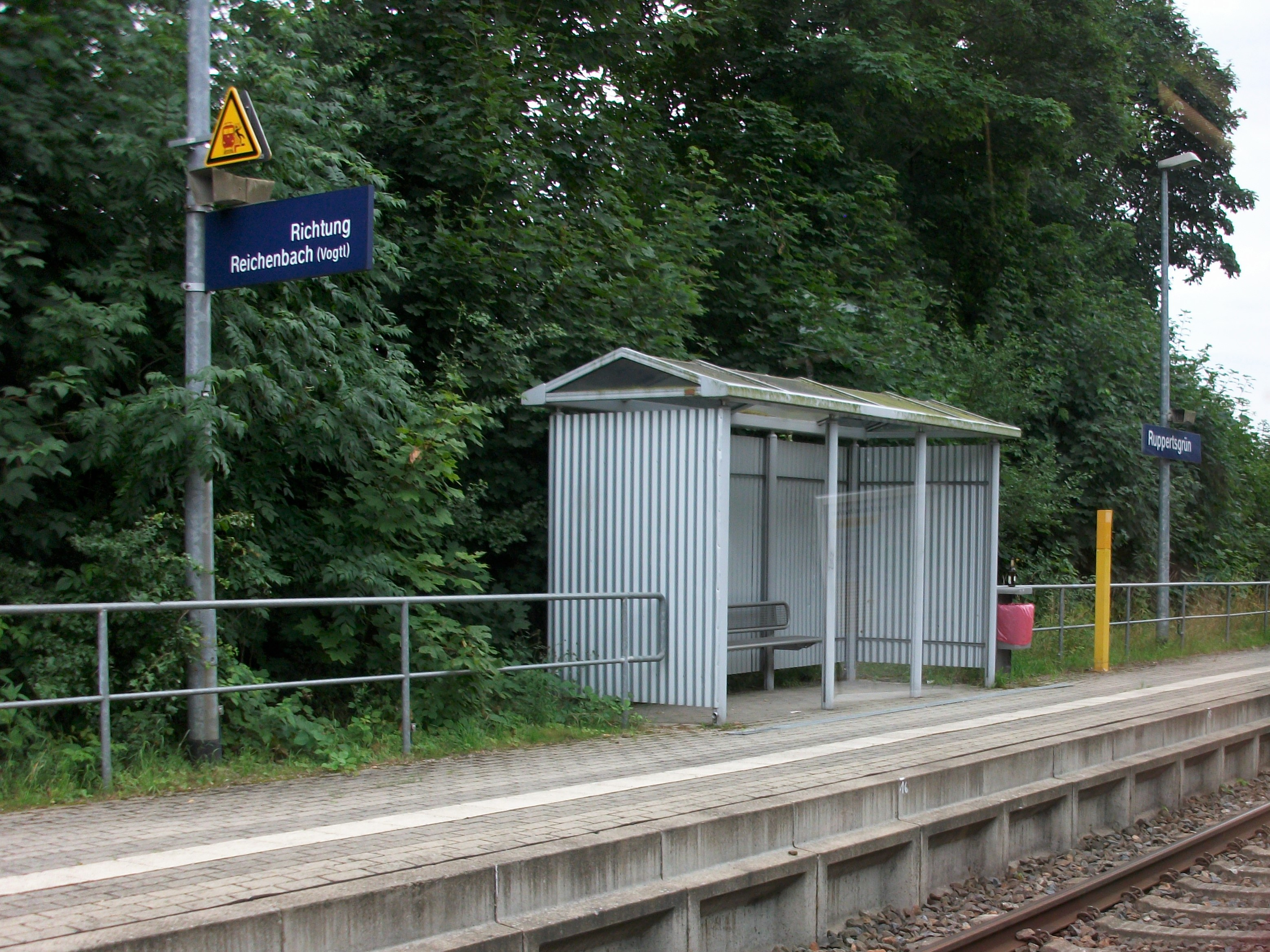
Haltepunkt Ruppertsgrün (2017)

Ruppertsgrün hat einen Haltepunkt an der Bahnstrecke Leipzig–Hof. Im Ortsteil Rentzschmühle befindet sich ein Haltepunkt der Bahnstrecke Gera Süd–Weischlitz (Elstertalbahn).
Der Ort ist mit der vertakteten RufBus-Linie 76 des Verkehrsverbunds Vogtland an Jocketa, Herlasgrün und das Gewerbegebiet Treuener Höhe angebunden. Im Gewerbegebiet Treuener Höhe wird die TaktBus-Linie 63 nach Lengenfeld und Plohn erreicht.